# NCSM Chambly
Le NCSM Chambly est une corvette de classe Flower de la Marine royale canadienne pendant la Seconde Guerre mondiale.

## Histoire
Le Chambly est l'une des trois premières corvettes de la Marine royale canadienne disponibles pour le service dans l'Atlantique alors que le fleuve Saint-Laurent est gelé à fin 1940. Son commandant, le capitaine de frégate James D. Prentice est nommé officier supérieur des corvettes canadiennes et est chargé d'organiser l'entraînement opérationnel des corvettes restantes au fur et à mesure de leur achèvement et de leur mise en service jusqu'en 1942. Les exercices d'entraînement du commandant Prentice ont souvent la forme d'un groupe de soutien capable de renforcer l'escorte des convois attaqués.
En mai 1941, il participe aux essais secrets de la Marine canadienne sur le camouflage via un éclairage diffus, une technologie permettant de dissimuler les navires aux sous-marins la nuit. Le 12 mai, il est équipé d'un radar anti-sous-marin expérimental, le CSC, et utilisé pour des expériences au cours de la semaine suivante. Le 13 mai, il fait une excellente démonstration de l'utilité du système lorsque le brouillard réduit la visibilité à 0,1 milles marins (0,1852 km). Il est capable de donner des instructions de pilotage qui permettent de trouver le sous-marin droit devant alors que les traceurs traditionnels sont convaincus qu'il était à 28 degrés d'un côté. Cela aboutit à une disponibilité généralisée des ensembles SW-1C de production pour les escorteurs en 1942.
Le 23 juin 1941, le Chambly participe à la défense du convoi HX 133, lors de la première bataille de la Force d'escorte de Terre-Neuve. Le 5 septembre 1941, il part en exercice avec le NCSM Moose Jaw. En route, ils reçoivent l'ordre de renforcer le groupe d'escorte qui protège le convoi SC 42. Le 10 septembre 1941, le Moose Jaw et le Chambly coulent l'U-501 à l'aide de grenades sous-marines et d'éperonnages dans le détroit du Danemark au sud de Tasiilaq, au Groenland ; il s'agit du premier sous-marin allemand coulé par la marine canadienne. Le lendemain, le NCSM Kenogami et le Moose Jaw sauvent 41 survivants de l'équipage du navire marchand britannique Berury, torpillé et coulé par l'U-207 à l'est du cap Farvel. Le convoi perd un total de dix-huit navires marchands. Le Moose Jaw a besoin de dix jours de réparations à Greenock en raison des dommages causés lors de l'éperonnage de l'U-501.
Le commandant Prentice devient l'officier supérieur du groupe C1 de la Mid-Ocean Escort Force (MOEF) en août 1942 et reste à ce poste jusqu'à son affectation à l'état-major de l'amiral Leonard W. Murray lorsque le Chambly commence sa révision en chantier en novembre. Après sa révision, le Chambly participe aux batailles pour le convoi KMS 11G et le convoi MKS 10 avec le groupe C2 de la MOEF avant d'être affecté au groupe d’escorte 9. Avec le groupe d’escorte 9, il évite de justesse la destruction lorsqu'une torpille acoustique explose dans le sillage de son hélice pendant la bataille pour les convois ONS 18/ON 202. Après une autre révision en chantier début 1944, le Chambly escorte 16 convois transatlantiques sans perte avant la fin de la guerre.
Lorsque la guerre prend fin, le Chambly est en carénage à Louisbourg (Nouvelle-Écosse) ; il est désarmé et mis en rade à Sorel (Québec) le 20 juin 1945. Il est vendu en 1946 ; l'acheteur prévoit de le convertir en baleinier. Un document du gouvernement du Canada indique qu'il est entré en service comme navire civil néerlandais en 1954 sous le nom de Sonia Vinke. Le navire est démantelé par Recuperaciones Submarinas S.A à partir du 10 octobre 1966 à Santander (Espagne).